# Sun Performance Library
Sun Performance Library — библиотека оптимизированных математических процедур для решения задач линейной алгебры, созданная корпорацией Sun Microsystems. Она основана на коллекции открытых программ, доступных на Netlib. Sun оптимизировала эти алгоритмы для операционных систем Solaris/OpenSolaris на платформах SPARC/x86 и Linux x86. Sun Performance Library является частью Sun Studio 12 и содержит более 1700 функций.
Sun Performance Library включает в себя:
- LAPACK версии 3.0 — для решения задач линейной алгебры;
- BLAS1 (Basic Linear Algebra Subprograms) — для операций типа вектор-вектор;
- BLAS2 — для операций типа матрица-вектор;
- BLAS3 — для операций типа матрица-матрица;
- FFTPACK — быстрое преобразование Фурье;
- NIST SparseBLAS — Sparse Basic Linear Algebra Subprograms (BLAS) Library.

Библиотека может быть вызвана из программ, написанных на Фортране и Си.